# نايل فيتزجيرالد
نايل فيتزجيرالد (بالإنجليزية: Niall FitzGerald)‏ هو شخصية أعمال أيرلندي، ولد في 13 سبتمبر 1945.

## وصلات خارجية
- نايل فيتزجيرالد على موقع إن إن دي بي (الإنجليزية)